# Paramythiá
Paramythiá är en kommunhuvudort i Grekland.   Den ligger i prefekturen Thesprotia och regionen Epirus, i den västra delen av landet, 300 km nordväst om huvudstaden Aten. Paramythiá ligger 304 meter över havet och antalet invånare är 2 568.
Terrängen runt Paramythiá är kuperad söderut, men norrut är den bergig. Runt Paramythiá är det glesbefolkat, med 15 invånare per kvadratkilometer. Paramythiá är det största samhället i trakten. 